# Budynek dawnego gimnazjum św. Elżbiety we Wrocławiu
Budynek dawnego gimnazjum św. Elżbiety (łac. Elizabethanum) – zabytkowa kamienica o rodowodzie średniowiecznym znajdująca się przy ulicy św. Elżbiety 3/4 we Wrocławiu, będąca zachodnią częścią dawnego pierwszego gimnazjum we Wrocławiu.

## Historia posesji i kamienicy

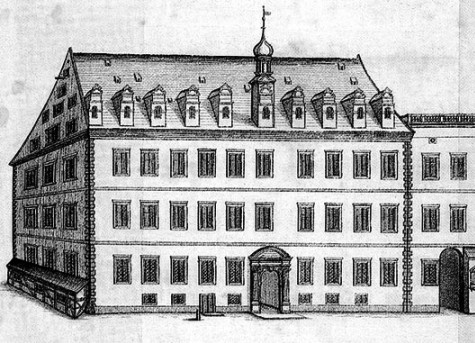
Budynek gimnazjum po 1560 roku

Pierwsze zabudowania w miejscu obecnego budynku wzniesiono w XIII wieku. 12 sierpnia 1293 roku w ówczesnym budynku otworzono szkołę elementarną, przygotowującą uczniów do szkoły katedralnej. Ostatnim rektorem szkoły elementarnej w latach 1499–1505, czyli przed przebudową, był poeta Laurentius Corvinus (1465–1527). W 1505 roku w miejsce starego budynku wzniesiono nowy gmach o konstrukcji szkieletowej mający pomieścić przyszłych studentów uniwersytetu, który planowano otworzyć, ale plany nie zostały zrealizowane. W 1560 roku wzniesiono nowy, murowany już budynek, w którym dwa lata później, 29 stycznia 1562 roku, otworzono gimnazjum humanistyczne. Był to wówczas trzykondygnacyjny budynek, ośmioosiowy, ozdobiony renesansowym portalem wejściowym w środkowej osi elewacji. W części dachowej umieszczono w osi centralnej wieżyczkę, a w pozostałej części dziewięć lukarn. Budynek mieścił pięć sal wykładowych, mieszkanie rektora i pokoje mieszkalne dla personelu pomocniczego, stypendystów i choralistów.
Szkoła od pierwszych lat cieszyła się dużą renomą i wysokim poziomem nauczania; była cenionym ośrodkiem życia umysłowego. Pierwszym protestanckim rektorem od powstania gimnazjum był Andrzej Winkler, założyciel miejskiej drukarni mieszczącej się w jednym z budynków koło przykościelnego cmentarza św. Elżbiety oraz wraz z J. Hessem reformator w zakresie programu i metod nauczania. Szkoła przez stulecia utrzymywana była na najwyższym poziomie nauczania i do otwarcia Uniwersytetu Wrocławskiego, stanowiła główną placówkę edukacyjną.
Na początku XVIII wieku szkoła nie była już w stanie przyjąć większej ilości uczniów. Początkowo dzielono pomieszczenia klasowe przepierzeniami, od 1781 roku ścinkami murowanymi. W 1824 roku planowano rozbudować szkołę w stronę ul. Odrzańskiej, ale z powodu braku funduszu z tego zrezygnowano; w 1829 zakupiono sześć budynków przylegających od strony ul. Jatki.
W 1835 roku wzniesiono według projektu Carla Studta nowy klasycystyczny budynek o dwóch bryłach: większej wschodniej i mniejsze zachodniej, czteroosiowej od strony ul. Kiełbaśniczej i siedmioosiowej elewacji frontowej. W części zachodniej znajdowały się mieszkania dla rektora i prorektora oraz pracowników. W 1873 roku do części zachodniej dobudowano skrzydło północne, w którym mieściła się m.in. sala gimnastyczna. W 1883 roku dobudowano piętro w zachodnim budynku, wyrównując poziom z budynkiem wschodnim. W 1893 roku, z powodu wciąż niefunkcjonalnej i ciasnej szkoły, zapadła decyzja o wzniesieniu nowej placówki przy ulicy Dawida 1-3. Nowy budynek szkoły wzniesiono 1903 roku, według projektu Karla Klimma i Richarda Plüddemanna.
Po przeniesieniu się placówki szkolnej budynek został przebudowany i dostosowany na biura Miejskiej Inspekcji Budowlanej i Zarządu Miejskiej Policji Budowlanej. W 2001 roku budynek został sprzedany.

## Opis architektoniczny

### Część zachodnia gimnazjum
Klasycystyczny budynek wzniesiony w 1835 roku otoczony jest ulicami św. Elżbiety (od południa), Kiełbaśniczą (od zachodu) i Jatki (od północy). W północnej części posesji znajduje się ciasne podwórze ogrodzone od strony ulicy wysokim murem. Od strony wschodniej przylega do drugiej części budynku dawnego gimnazjum, obecnie siedziby Zarządu Zespołu Komunalnego Urzędu Miasta. W ten sposób całość tworzy układ na rzucie litery „L”. Budynek jest w całości podpiwniczony, usadowiony na kamiennym cokole. Główna część budynku od strony ul. św. Elżbiety jest bryłą dwutraktową. Pierwotnie podzielona była od strony północnej dwoma skrajnymi ryzalitami o różnej głębokości. W płytszym ryzalicie wschodnim znajdowała się klatka schodowa oraz sanitariaty. Ryzalit zachodni był większy, w 1873 roku został on rozbudowany o trzyosiowe, jednotraktowe skrzydło. W tylnej części budynku znajduje się małe podwórko, w partii przyziemia połączone tarasem, a w nadbudowanej czwartej kondygnacji dodatkowym nadwieszonym traktem północnym. Budynek zwieńczony jest wydatnym gzymsem od strony południowej i pokryty płaskim dachem.
Elewacja główna, południowa, w części przyziemia zaznaczone jest boniowaniem płytowym. W trzeciej osi od strony wschodniej znajduje się otwór drzwiowy głęboko osadzony z poprzedzającymi go schodami. Kondygnacje rozdzielone są gzymsem kordonowym, a ostatnia kondygnacja zakończona jest wydatnym wieńczącym gzymsem, wspartym na konsolowych wspornikach, pod którym znajduje się ząbkowany fryz. W elewacji umieszczone są prostokątne okna, na czwartej kondygnacji nieco mniejsze, na II i III kondygnacji zakończone gzymsami nadokiennymi. W części cokołowej znajdują się małe okna piwniczne. Na osi środkowej, powyżej drugiej kondygnacji znajdował się kartusz z herbem Wrocławia.
Elewacja zachodnia, siedmioosiowa, ma taką samą kompozycję jak elewacja południowa.
Budynek nadal połączony jest przejściem wewnętrznym z sąsiednim, wschodnim budynkiem.

### Część wschodnia gimnazjum
Budynek wschodni z pomieszczeniami szkolnymi był trzykondygnacyjną, trzytraktową budowlą o 9-osiowej elewacji, wzniesioną na planie prostokąta z dwoma wewnętrznymi dziedzińcami. Do pomieszczeń wchodziło się przez obszerną klatkę schodową, przed którą znajdował się okazały westybul. Poza salami wykładowymi w budynku znajdowała się biblioteka, sala rysunkowa, sala reprezentacyjna oraz aula udekorowana bogatą sztukaterią. Do budynku prowadził płaski, trójprzelotowy portyk wsparty na pilastrach. Sień przelotowa komunikowała się z elewacją tylną od strony Jatek.

## Po 1945
Po zakończeniu działań wojennych w 1945 roku, w budynku umieszczono Wydział Osiedleńczy Zarządu Miejskiego. W latach 90. XX wieku znajdował się tu Zarząd Gospodarki Komunalnej Wrocław–Stare Miasto, Zarząd Cmentarzy Komunalnych oraz Ośrodek Zamiejscowy Naczelnego Sądu Administracyjnego.